# Sociología de las organizaciones

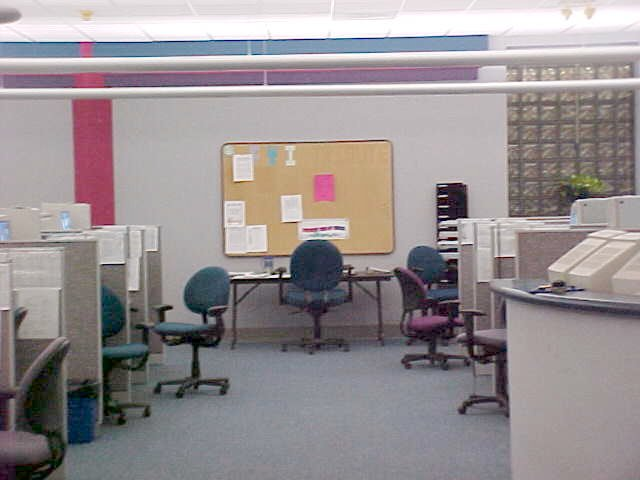
Espacio de trabajo en una organización

La sociología de las organizaciones es una rama de la sociología que estudia cómo los miembros de una organización construyen y coordinan actividades colectivas organizadas. Como señala Marin (2013), se interesa por los procesos sociales que ocurren al interior del grupo para alcanzar una comprensión más completa de la vida organizativa.
Puede definirse también como una ciencia social que estudia entidades particulares nombradas organizaciones, así como sus modos de gobernanza e interacciones con su medio ambiente, aplicando métodos sociológicos al estudio de tales entidades.
Se conforma a partir de la intersección de varias disciplinas, como la economía de las organizaciones, la administración y la teoría de las organizaciones.

## Definición y enfoque
El término organización tiene tres sentidos diferentes en sociología:
- Una agrupación de personas que coordinan sus actividades para alcanzar ciertos objetivos. La organización es considerada entonces como una respuesta al problema de la acción colectiva organizada, de su coordinación y de su estabilización.
- Los diversos modos por las cuales estas agrupaciones estructuran los medios disponibles para llegar a sus fines.
- La acción de organizar, o el proceso de creación y gestión de las agrupaciones o estructuras de organización.

El estudio de las organizaciones responde entonces a una triple exigencia:
- Las sociedades (modernas o antiguas), se componen de agrupaciones dentro de las cuales los individuos pasan gran parte de su vida. Es pues esencial analizar y comprender el funcionamiento de estas agrupaciones. Tanto más cuanto ciertos factores como la concentración industrial, el incremento de asalariados, el desarrollo de las administraciones públicas o el progreso técnico, crean entidades cada vez más vastas y cada vez más numerosas.
- Todas estas entidades, a pesar de sus diferencias, tienen características comunes y resuelven problemas similares.
- Comprender la lógica que se esconde detrás de esta diversidad de formas de organización. Hay tantas formas específicas de organización como objetivos que justifican su acción colectiva: económicas, sociales, políticas, religiosas, ecológicas, caritativas, etc. La diversidad en la organización se liga también a su grado de complejidad.

### Enfoque
La sociología de las organizaciones estudia ciertas problemáticas recurrentes, ligadas a las tensiones que afectan las organizaciones. Han dado lugar a diferentes temas de estudios. Por ejemplo:
- La cohesión. Los estudios que se inscriben en esta temática se esfuerzan por comprender cómo las organizaciones llegan a mantener su estructura y su identidad, a pesar de las tensiones internas y externas que padecen.
- El estudio de la estructura formal e informal. Numerosos estudios han buscado clarificar los vínculos entre la estructura formal y las relaciones sociales informales al seno de las organizaciones.
- La adaptación. Cómo las organizaciones incorporan la innovación y cómo se adaptan a su medio ambiente técnico y social. Ciertos estudios intentan comprender cómo y porqué la estructura formal evoluciona, a través de los procesos que gobiernan la creación y la modificación de reglas. Otros se interesan por la integración de las innovaciones técnicas en las organizaciones. Algunos se focalizan sobre los cambios culturales. Finalmente, otros estudios traspasan la frontera de las firmas y buscan explicar los procesos de innovación de una empresa en el seno de su territorio.
- La jerarquía y las relaciones de poder. Los temas abordados son la autonomía de los actores, los diferentes tipos de organización (matricial, horizontal, piramidal), la gestión del poder, el reparto de los recursos, la negociación, etc.
- El vínculo social e identitario, así como los fenómenos culturales.
- El estudio de la circulación de la información y las herramientas de comunicación.
- Las situaciones conflictivas o patológicas. Conflictos sindicales, situación de estrés, precariedad, declive de la productividad, absentismo, investigación de las causas de los bloqueos al seno de las organizaciones, entre otros.

#### Comprensión por metáforas
La principal dificultad es encontrar herramientas de observación y comprensión de las organizaciones que nos permitan estudiarlas. Gareth Morgan propone una matriz de lectura para comprender mejor las organizaciones, mediante la utilización de metáforas. Según este autor, las teorías de la organización descansan sobre imágenes implícitas que tenemos sobre las organizaciones. Por analogía, las metáforas permiten mostrar las similitudes que pueden existir entre la organización y la imagen empleada. Además, Morgan observa que un mismo objeto puede ser representado por diferentes imágenes. Éstas, a tenor de las similitudes y diferencias inherentes a cada una, propondrán una visión complementaria pero incompleta de la empresa.Las metáforas retenidas por Gareth Morgan permiten ver la organización:
- Como una máquina,
- Como un organismo,
- Como un cerebro,
- Como una cultura,
- Como un sistema político,
- Como una prisión del psiquismo,
- Como flujo y transformaciones,
- Como un instrumento de dominación.

## Primeros estudios

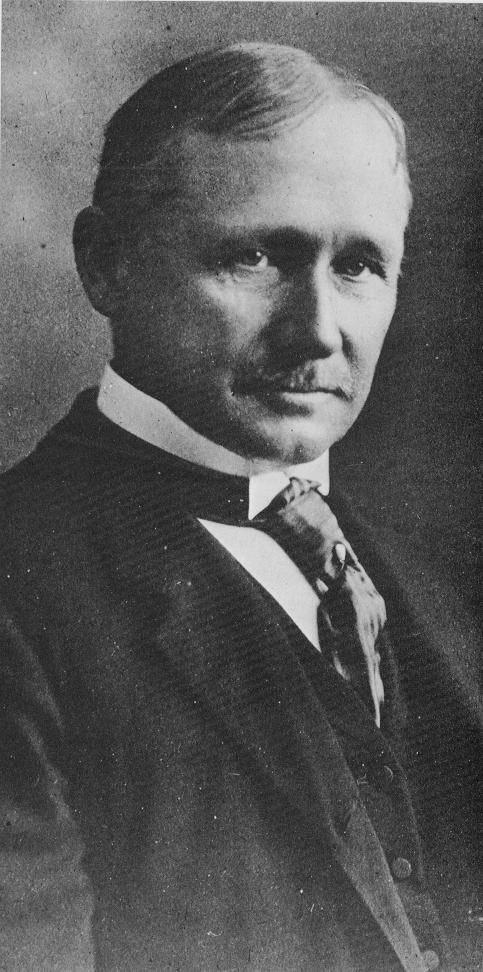
Frederick Taylor

Los primeros estudios sociológicos del fenómeno de la organización aparecen hacia fines del siglo XIX. Están ligados a un doble movimiento: el desarrollo de las grandes industrias y las burocracias, y la constitución de la sociología como cuerpo de conocimiento. 
Tres autores van a producir trabajos paralelos y complementarios. 
- En Alemania, Max Weber[3] analiza el fenómeno burocrático. Lo estudia bajo el ángulo de la racionalización, pero va a interesarse igualmente por el rol de la religión sobre el espíritu de empresa y sobre la dinámica del capitalismo. Destinadas principalmente a un público universitario, las teorías de Weber tendrán un alcance esencialmente heurístico. No darán lugar a aplicaciones concretas.

- En los Estados Unidos, Frederick Taylor,[4] ingeniero y economista, desarrolla una teoría normativa de la organización: el taylorismo. Esta se orienta al estudio de la optimización y racionalización de la producción. Sus trabajos van a suscitar un gran interés y estar aplicados, al menos parcialmente, en numerosos sectores industriales. De un punto de vista teórico, se puede considerar como el precursor de la Organización científica del trabajo. Taylor se fija como objetivo transferir el saber de los obreros profesionales a "la dirección" de la empresa. Adepto de la especialización por la división horizontal, quiere limitar el derroche en tiempo y materia. Recomienda también una división vertical de los procesos de trabajo, que separa la concepción de las tareas de la ejecución y el control. El salario por rendimiento y el control estricto del trabajo son también dos de los preceptos, conocidos por su eslogan famoso "fair pay for a fair work".
- En Francia, Henri Fayol,[5] un ingeniero francés, se interesa por los diferentes tipos de administraciones. Busca los procesos de gestión que son mejor adaptados para establecer una administración óptima. Está considerado como el padre de la dirección y gestión de empresas moderna. Su teoría tomará más tarde el nombre de fayolismo.

## Enfoques psico-sociológicos
Existen numerosos enfoques que combinan sociología y psicología.

### Escuela de las relaciones humanas
Los trabajos de los precursores son, o bien esencialmente normativos, o el campo de estudio que cubren es demasiado vasto para permitir la constitución de una disciplina. De hecho, la sociología de las organizaciones va a emerger realmente con el desarrollo de la Escuela de las relaciones humanas. 
Nacida en los años 1930 en los Estados Unidos de América, esta escuela es liderada por Elton Mayo. Contra el taylorismo, afirma el rol esencial del factor humano y relacional en la determinación de la productividad económica. Reintroduce así los factores psicosociales al corazón del análisis de la organización, dejando así el campo abierto a la aplicación de métodos de análisis sociológico. A partir de este análisis, autores como Abraham Maslow o Frederick Herzberg han profundizado sobre la motivación en el seno de las organizaciones.

### Influencia del socio-psicoanálisis
Las teorías salidas del socio-psicoanálisis son enfoques que aplican los conceptos y los métodos psicoanalíticos a las organizaciones. Algunas se inspiran en teorías de Lacan, mientras otras prolongan los trabajos de Freud sobre la psicología de las multitudes.

### Influencia de la psicología social
Las teorías salidas de la psicología social estudian la dinámica de grupo en las organizaciones, otras las relaciones informales: amistades, influencia, poder, persuasión, liderazgo, conformismo, entre otras. Una corriente ha nacido igualmente en torno a las Teorías de las necesidades y las motivaciones.
Tales enfoques se concentran sobre los aspectos identitarios. Estudian por un lado la creación del Sí a través de la experiencia de socialización en la empresa. Por otro lado, vinculan la permanencia de las reglas a los fenómenos identitarios. Estos enfoques se centran pues sobre la identidad social del trabajo.
Renaud Sainsaulieu, por ejemplo, afirma que la construcción de la identidad laboral se genera en el marco de diferentes modelos de relaciones de poder como:
- El modelo de fusión. Aparece en los contextos marcados por tareas repetitivas y poco calificadas. El actor para valorizarse no tiene otros recursos que el colectivo.
- El modelo de negociación. Interviene cuando las situaciones laborales permiten un acceso a las posiciones estratégicas.
- El modelo de afinidades. Aparece en situaciones de movilidad profesional.
- El modelo de retirada. La experiencia del poder es esporádica y no autoriza una inversión en relaciones personales en el trabajo.

### Los enfoques cognitivistas
Algunas aproximaciones se desarrollaron desde las ciencias cognitivas, la sociología cualitativa, la microsociología, el interaccionismo simbólico o la etnometodología. Estas se apoyan sobre un método comprensivo y observaciones detalladas del terreno en la organización. Erving Goffman ha introducido así el famoso concepto de institución total.
Una aproximación igualmente prometedora en sociología de las organizaciones es la propuesta por la sociología de la traducción de Michel Callon y Bruno Latour. La misma permite abordar temáticas poco abordadas por el corpus clásico. Se concentra en los fenómenos de red, sobre los métodos de intervención al seno de estas redes y sobre la constitución del saber al seno de las organizaciones.

## Enfoques delmanagement
La dirección y gestión de empresas tiene un corpus ubicado entre la sociología de las organizaciones y la economía de las organizaciones. Dentro de la sociología de las organizaciones, la escuela de la contingencia mezcla sociología y administración de empresas.

### La escuela socio-técnica
En las décadas de 1950 y 1960 se desarrolló la escuela socio-técnica. La misma estudia el vínculo entre los sistemas técnicos y humanos. Parte de la premisa que los cambios tecnológicos tienen un impacto determinante sobre el funcionamiento de los grupos y sobre los individuos que los componen. Lo que implica que las decisiones dan cuenta de factores humanos (calificaciones, esperas, sentimientos, valores) así como del medio ambiente (equipo, maquinaria, procedidos, horarios laborales, condiciones laborales). La escuela sistemática va a inscribirse en prolongación de los trabajos de esta escuela.

### La escuela de la contingencia
Surgida en continuidad con la escuela socio-técnica, la escuela de la contingencia intenta dar cuenta de la influencia de las variables de contexto sobre las características de las organizaciones. A diferencia de la concepción taylorista esencialmente normativa de la buena organización «en sí», Henry Mintzberg,  principal representante de esta escuela, afirma que la estructura de la organización está ligada a la naturaleza de su entorno o medio ambiente, pero no de manera mecánica o determinista. Porque la estructura depende igualmente de objetivos que se fijan los dirigentes. De hecho, los mecanismos reguladores internos de una organización deben ser tan variados como el medio ambiente con el que debe hacer frente.

### Otros enfoques
Todo acto de dirección y gestión de empresas tiene una influencia sobre la organización empresarial. Así, numerosos autores han participado en el análisis de la sociología de las organizaciones en tratados de management. Es por ejemplo el psicólogo Rensis Likert quien pretende demostrar que un marco participativo mejora el clima social de la empresa. Asimismo Peter Drucker recomendará la descentralización del poder y la dirección por objetivos.

## Enfoques sociopolíticos
Al seno del corpus, hay numerosos enfoques con fuertes connotaciones sociopolíticas.

### La teoría del actor estratégico
La teoría del actor estratégico, elaborada por Michel Crozier y Erhard Friedberg, busca comprender cómo se construyen las acciones colectivas a partir de comportamientos e intereses individuales, a veces contradictorios entre sí. En lugar de explicar la estructura de la organización por un conjunto de factores externos, esta teoría la aprehende como una construcción humana, ubicando los determinantes causales principalmente desde los individuos hacia la estructura (individualismo metodológico) y no de la estructura hacia los individuos (estructuralismo).

### La teoría de la regulación social
El análisis estratégico dejó bastante imprecisión sobre el modo como se construyen las reglas. Propone sobre todo estrategias de los actores frente a normas ya existentes, y destaca sobre todo el comportamiento racional de los actores frente a estas reglas. La teoría de la regulación social de Jean-Daniel Reynaud intenta cubrir esta deficiencia, al estudiar los mecanismos que intervienen en la producción, mantenimiento, destrucción y aplicación de las reglas en las organizaciones. Intenta pues comprender cómo se efectúa la construcción de las reglas, aquellas por las cuales un grupo social se estructura y resulta capaz de realizar acciones colectivas. Este enfoque conduce a considerar el orden social no de manera estática sino, al contrario, como un orden negociado y dinámico.

### La sociología de las lógicas de acción
La sociología de las lógicas de acción está desarrollada por Henri Amblard, Philippe Bernoux, Gilles Herreros e Yves-Frédéric Livian. Se orienta en tres direcciones : 
- la necesidad de superar el corpus clásico de sociología de las organizaciones.
- la imposibilidad de pensar la empresa fuera de una dialéctica entre conflicto y cooperación.
- la rearticulación de conjuntos teóricos que pueden a priori parecer excluyentes.

### Enfoques macro y micro sociológico
El primer enfoque se orienta en dos direcciones.
- Encontrar homologías estructurales entre la estructura de organización y la estructura social. Por ejemplo, según Philippe de Iribarne, la semejanza entre el modelo de jerarquía militar, y aquel de la jerarquía empresarial no es una mera coincidencia. Según él, la gestión empresarial no es exclusivamente determinada por criterios económicos o tecnológicos. En la práctica efectiva, el gestor aprovecha posibilidades ofrecidas por los sistemas sociales y culturales que proponen un repertorio de formas de organización legítimas. El gestor tiene entonces que -e inclusive se ve más o menos obligado de hacerlo- poner en marcha prácticas de organización que son coherente con estas formas.
- Estudiar el impacto de la cultura social sobre los comportamientos individuales en la empresa. Este enfoque ha sido sobre todo desarrollado por Pierre Bourdieu y quienes han aplicado sus teorías.

Estos enfoques han tenido diversas críticas. Presentarían el inconveniente de no dar cuenta de la autonomía del fenómeno de la organización, y su capacidad de gestionar las relaciones y la coordinación entre individuos relativamente libres y unidos en un objetivo colectivo. Además, ellas presuponen que las respuestas de los individuos son más o menos mecánicas, y determinadas por un modelo cultural impuesto desde el exterior. El sistema de valores y el sistema de reglas en una organización no son fijos. Son dinámicos y se adaptan al medio ambiente, así como a las modificaciones contextuales de las situaciones internas a la organización.
Otro enfoque que permite corregir este sesgo es el estudio del micro-culturas, desarrollado entre otros por Michel Liu. Permite analizar las organizaciones combinando las aportaciones de la escuela culturalista, de la sociología cualitativa, de la interaccionismo simbólico, y la escuela socio-técnica. 

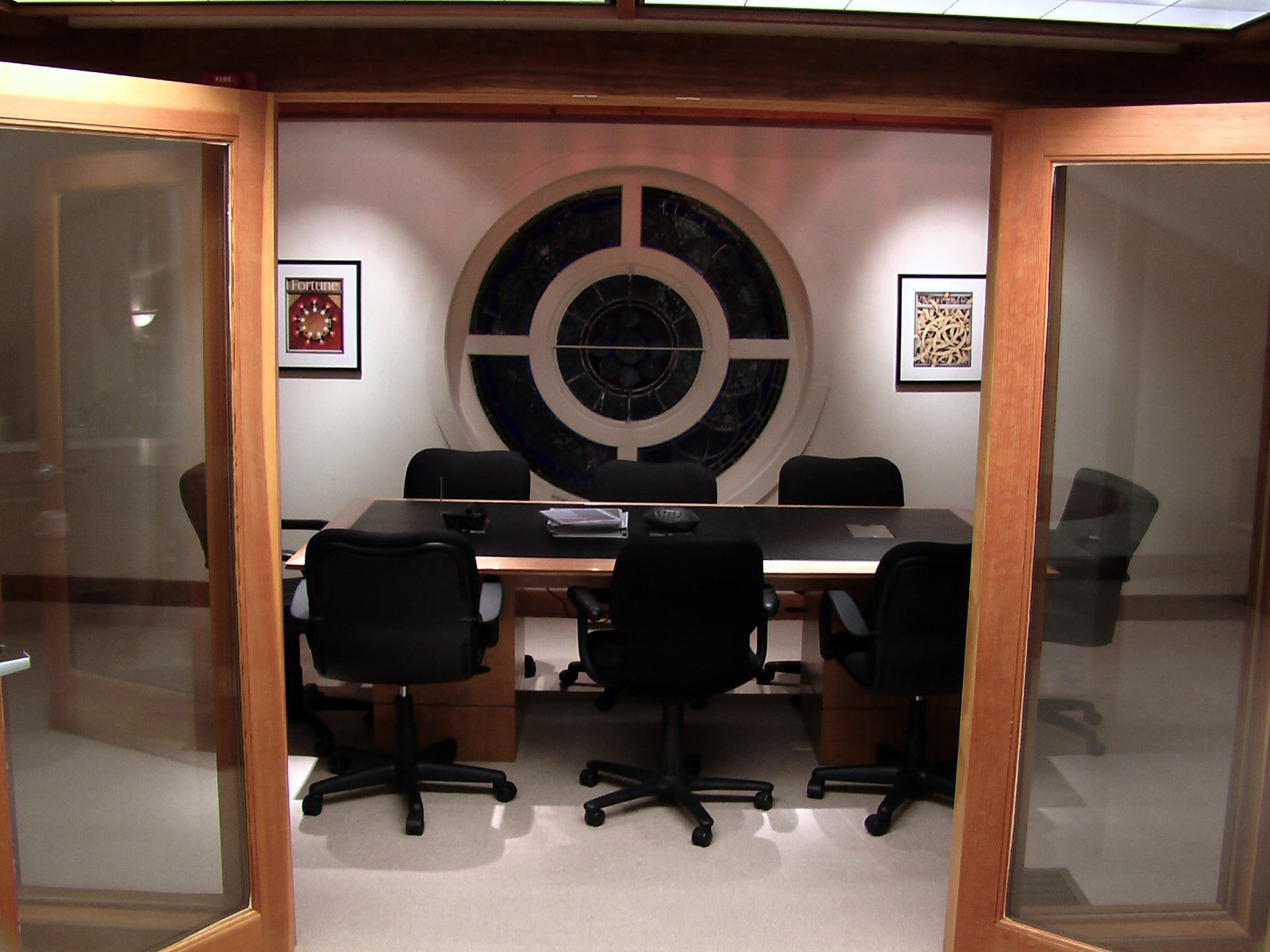
Sala de reuniones

La idea es que la cultura emerge de la actividad laboral. Las culturas de oficio se constituyen a partir de experiencias acumuladas e historizadas. Estas experiencias provienen de :
- La cultura social anterior.
- Las características del trabajo a través de sus símbolos.
- La organización técnica de la producción.
- La situación estratégica en las relaciones de poder.
- El sistema de las relaciones laborales.
- La construcción de identidades colectivas donde los miembros del grupo comparten un propósito común.

La cultura se crea así a través de la construcción de reglas salidas en parte de la situación de acción, en parte de representaciones de las relaciones entre actores. 
Muestra además que la aplicación de una regulación o mecanismo de control puede colisionar con la micro-cultura de una empresa. Los actores que guardan, a causa del poder de negociación que les confieren las zonas de incertidumbre, la posibilidad de hacer fracasar las reglas que emergen de la dirección. Por consiguiente, un cambio de organización tiene que siempre tomar en cuenta estas "reglas sociales", que han sido a menudo elaboradas y seleccionadas durante un largo proceso de pruebas y errores, que ha permitido la acumulación y mejora de un saber-hacer local. Las reglas pueden, entonces, servir a una o varias finalidades enmascaradas, y esos propósitos son a menudo desconocidos por el administrador. En la medida en que no esté integrado al contexto del trabajo, no tiene acceso a la "historia" de esta regla cuando comenzó a ejercer la potestad reglamentaria.